# Ramón de Mesonero Romanos

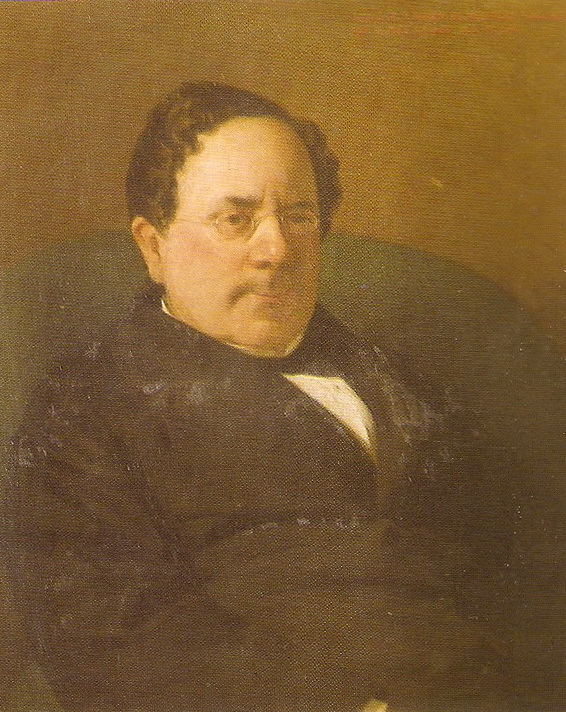
Ramón de Mesonero Romanos, José Casado del Alisal (Ateneo de Madrid).

Ramón de Mesonero Romanos (n. 19 iulie 1803 - d. 30 aprilie 1882) a fost prozator și publicist spaniol.
Alături de Mariano José de Larra, a fost cel mai reprezentativ scriitor costumbrist.
Articolele sale, reunite în volumul Panoramas matritenses (1832/1835, "Scene madrilene"), Escenas matritenses (1836/1842, "Scene madrilene"), Tipos y caracteres (1843/1862, "Tipuri și caractere") reconstituie într-un stil colocvial, cu umor și autenticitate, viața și moravurile epocii.
O altă scriere a sa o constituie autobiografia Memorias de un sententón (1880, "Memoriile unui septuagenar").
A înființat publicația El semanario pintoresco español.
1. 1 2 3  Autoritatea BnF, accesat în 10 octombrie 2015
2. 1 2  Ramón de. El Curioso Parlante Mesonero Romanos, Diccionario biográfico español, accesat în 9 octombrie 2017
3. 1 2  Ramón de Mesonero Romanos, SNAC, accesat în 9 octombrie 2017
4. ↑  Ramón de Mesonero Romanos, Gran Enciclopèdia Catalana
5. 1 2  „Ramón de Mesonero Romanos”, Gemeinsame Normdatei, accesat în 7 mai 2014